# Vuursteenslot

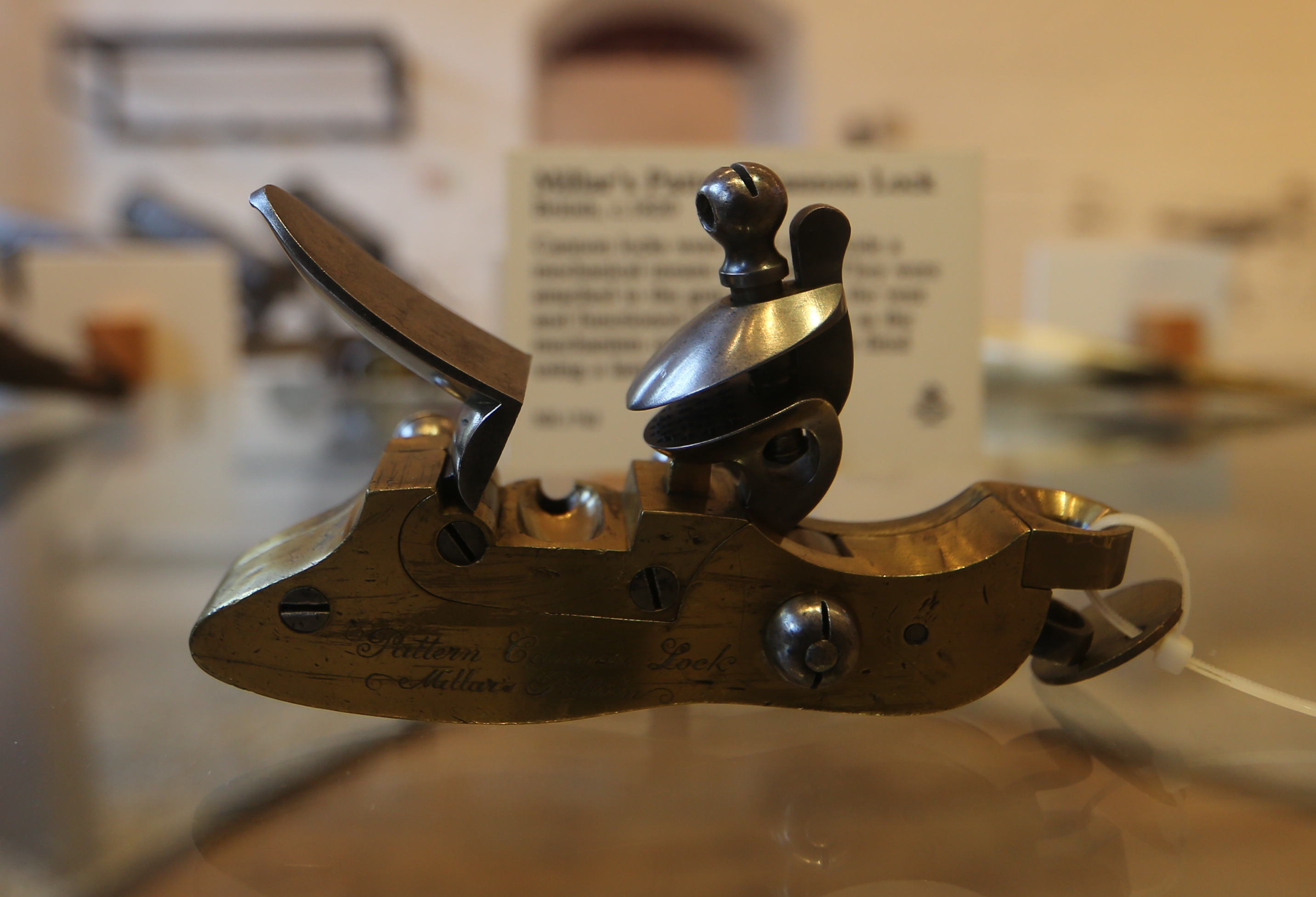
Een vuursteenslot voor een kanon, uit 1820

Een vuursteenslot (Engels: flintlock, Duits: steinschloss) is een afvuurmechanisme van een vuurwapen, waarbij gebruik wordt gemaakt van een vuursteen. Dit systeem is in militair gebruik de opvolger van het lontslot. Varianten van het vuursteenslot zijn het radslot, het snaphaanslot, het Spaanse Miquelet-slot en het Franse slot of batterijslot. De laatste werd het populairst en heeft tot ver in de negentiende eeuw dienstgedaan.

## Werking

Werking van het vuursteenslot

Een Frans vuursteenslot bestaat uit een haan waar het vuursteen in wordt geklemd, een kruitpan waar zich het pankruit in bevindt, en een pandeksel met rechtopstaande ruwmetalen rand waar het vuursteen tegenaan slaat; het vuurstaal of de batterij.
Vlak voor het laden wordt de haan op halfspanning gezet. De haan wordt dan door een pal vastgezet maar kan niet door de trekker worden ontspannen. Dit is een veiligheidsstand en maakt het mogelijk om de kruitpan te laden en te sluiten zonder gevaar dat de haan vroegtijdig naar voren slaat en de panlading doet ontbranden, met alle eventuele nadelige gevolgen voor de schutter van dien.
De haan wordt voor het vuren verder naar achteren bewogen en wordt zo volledig gespannen. Nu werkt de trekker wel. Bij het overhalen van de trekker ontspant de haanveer en slaat de haan naar voren, waarbij de vuursteen op het vuurstaal slaat en daardoor langs het ruwe metaal schraapt. Hierdoor ontstaat een vonkenregen. Tegelijkertijd klapt het pandeksel open, zodat de vonken in de pan terechtkomen en het daar aanwezige kruit doen ontbranden. De vlam die hierbij ontstaat slaat door het zundgat in de loop, waar de lading en de kogel zich bevinden. Hierdoor gaat het schot af.

## Geschiedenis
In de zestiende en zeventiende eeuw werd er naar alternatieve ontstekingsmechanismen gezocht voor het gangbare lontslot. Deze was vrij gevaarlijk in gebruik vanwege de aanwezigheid van een smeulende lont bij los kruit. Dit zorgde voor omzichtige, langdurige herlaadprocedures, waardoor de vuursnelheid laag was. Ook was het lontslot niet bruikbaar bij nat weer. Het was echter zeer goedkoop, effectief en eenvoudig in onderhoud.
Een vroege variant van het vuursteenslot, het radslot, werd uitgevonden omstreeks 1500 en genoot enige populariteit bij privéwapens en de wapens van marine, cavalerie en jacht. Het systeem was echter veel te duur en te ingewikkeld om het lontslot geheel te vervangen.
In de loop van de zestiende en zeventiende eeuw kwamen er verschillende varianten van vuursteensloten in omloop, die echter geen van alle net zo eenvoudig en goedkoop waren als het lontslot. Naarmate de vuursteensloten verbeterden en eenvoudiger werden uitgevoerd, begonnen de voordelen van het vuursteenslot zwaarder te wegen dan die van het lontslot. Vooral de hogere vuursnelheid, de relatieve eenvoud van het slot en de relatief grote betrouwbaarheid waren uiteindelijk reden genoeg voor de Europese krijgsmachten om definitief over te stappen.
Het vuursteenslot werd pas in de loop van de negentiende eeuw vervangen door het percussieslot.

## Trivia
In Nederland sprak men pas vanaf 1800 van vuursteenslot, daarvoor was de gangbare term voor sloten die met vuursteen werkten snaphaan, naar het snaphaanslot. Dit werd ook de benaming voor het vuursteengeweer dat van 1680 tot 1848 het primaire wapen van de Nederlandse soldaat was.
De uitdrukking de vlam slaat in de pan (iets loopt uit de hand) is afgeleid van de werking van het vuursteenslot.
De uitdrukking "dat loopt met een sisser af" is ontleend aan geluid dat het kruit in de pan maakt als het ontbrandt, waarbij echter de lading in de loop niet tot ontbranding komt en de kogel dus niet wordt afgevuurd.